# Almutâmide (califa)
Abu Alabás Amade ibne Jafar (em árabe: أبو العباس أحمد بن جعفر; romaniz.: Abu'l-ʿAbbās Aḥmad ibn Jaʿfar; c. 842 – 14 de outubro de 892), mais conhecido por seu nome de reinado Almutâmide Alalá ou Almutamide Alalá (em árabe: المعتمد على الله; romaniz.: Al-Muʿtamid ʿalā ’llāh; lit. "Dependente de Deus") foi o califa do Califado Abássida de 870 a 892. Seu reinado marca o fim da "Anarquia em Samarra" e o início da restauração abássida, mas era em grande parte um governante apenas nominal. O poder era ocupado por seu irmão Almuafaque, que detinha a lealdade dos militares. A autoridade de Almutâmide foi circunscrita ainda mais após uma tentativa fracassada de fugir para os domínios controlados por Amade ibne Tulune no final de 882, e foi colocado em prisão domiciliar por seu irmão. Em 891, quando Almuafaque morreu, os legalistas tentaram restaurar o poder ao califa, mas foram rapidamente superados pelo filho de Almuafaque, Almutadide, que assumiu os poderes de seu pai. Quando Almutâmide morreu em 892, Almutadide o sucedeu como califa.

## Vida
O futuro Almutâmide era filho do califa Mutavaquil (r. 847–861) e de uma escrava cufana chamada Fitiã. Seu nome completo era Amade ibne Abi Jafar, e também era conhecido pelo patronímico Abu Alabás e matronímico ibne Fitiã. Depois que Almutadi foi deposto pelos comandantes turcos Baiaquebaque e Iarjuque, ele foi selecionado pelos militares como seu sucessor e proclamado califa com o nome de reinado Almutâmide Alalá em 16 ou 19 de junho de 870. Em 21 de junho, Almutadi foi executado.

### Reinado e relação com Almuafaque
A ascensão de Almutâmide pôs fim às turbulências da "Anarquia em Samarra", que havia começado com o assassinato de Mutavaquil em 861. A autoridade do califa nas províncias entrou em colapso durante esse período, com o resultado de que o o governo central perdeu o controle efetivo sobre a maior parte do califado fora da região metropolitana do Iraque. No oeste, o Egito caiu sob o controle do ambicioso soldado turco Amade ibne Tulune, que também tinha planos à Síria, enquanto o Coração e a maior parte do Oriente islâmico haviam sido tomadas pelos safáridas sob Iacube ibne Alaite, que substituiu o leal governador abássida, Maomé ibne Tair. A maior parte da Arábia também foi perdida para potentados locais, enquanto no Tabaristão uma dinastia radical zaidita xiita assumiu o poder. Mesmo no Iraque, uma rebelião dos escravos zanjes começou e logo ameaçou a própria Baguedade, enquanto mais ao sul os carmatas eram uma ameaça nascente. Além disso, a posição de Almutâmide foi minada internamente, pois durante os golpes dos anos anteriores o poder real passou a estar nas tropas turcas de elite, e com o irmão de Almutâmide, Abu Amade Talha, que, como o principal comandante militar do califado, serviu como principal intermediário entre o governo califal e os turcos. Quando o califa Almutaz morreu em 869, houve até agitação popular em Baguedade em favor de sua elevação a califa.

Árvore genealógica dos abássidas no século IX

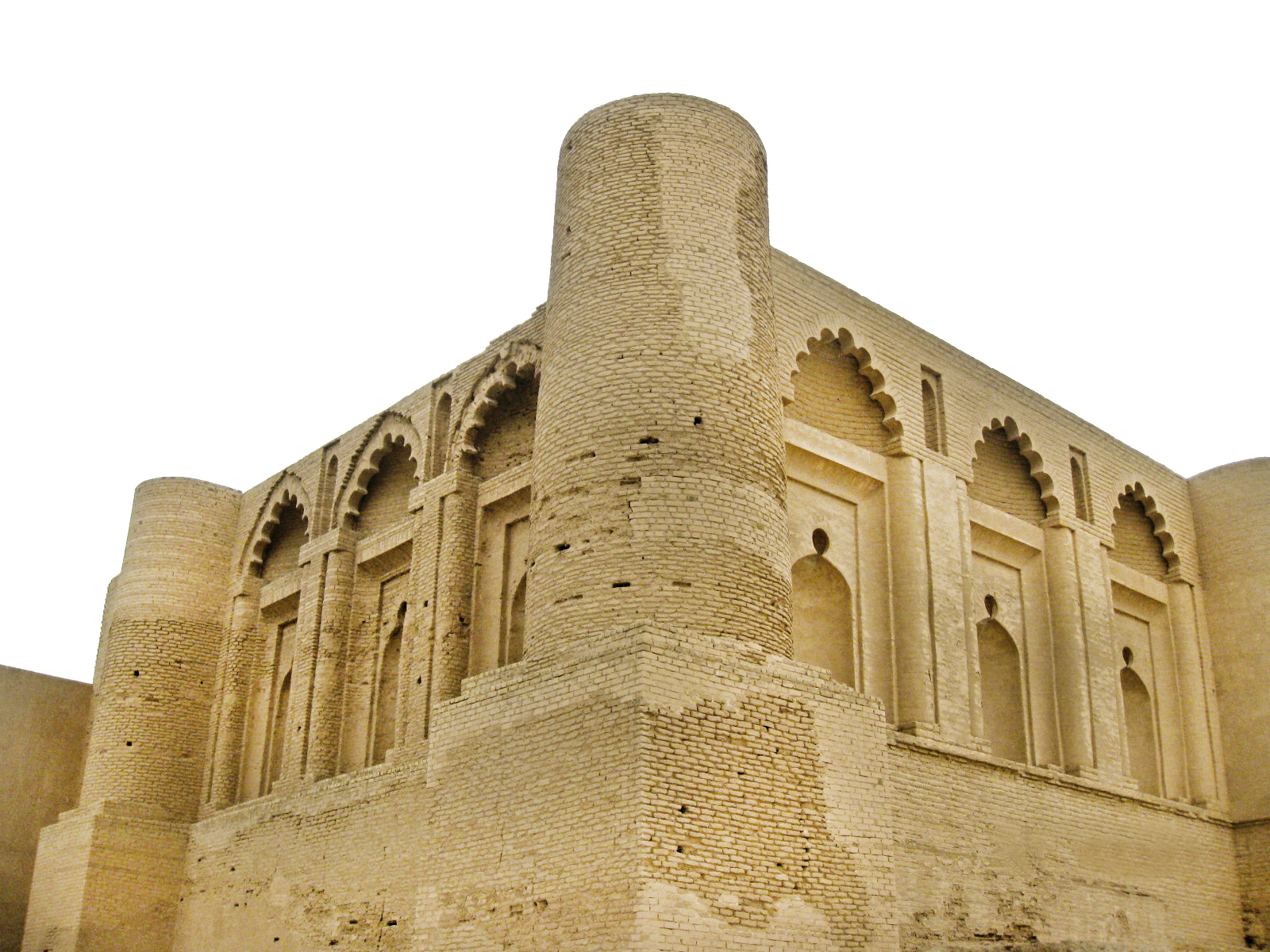
O palácio Cácer Alaxique foi comissionado sob Almutâmide e foi construído em 877-882

Em contraste com seu irmão, Almutâmide parece não ter nenhuma experiência e envolvimento na política, bem como uma base de poder em que pudesse confiar. Na época em que Almutadi foi morto pelos turcos, Abu Amade estava em Meca. Imediatamente se apressou para o norte para Samarra, onde ele e Muça ibne Buga efetivamente deixaram Almutâmide de lado e assumiram o controle do governo. Almutâmide foi assim rapidamente reduzido a um governante titular, que permaneceu o caso pelo restante de seu reinado. Em pouco tempo, Abu Amade recebeu uma extensa província cobrindo a maioria das terras ainda sob autoridade do califa: a Arábia Ocidental, sul do Iraque com Baguedade e Fars. Para denotar sua autoridade, assumiu um nome honorífico no estilo dos califas, Almuafaque Bialá. Como um dos poucos vestígios de poder real, Almutâmide manteve o direito de nomear seus próprios vizires, originalmente escolhendo o experiente Ubaide Alá ibne Iáia ibne Cacane, que já havia servido Mutavaquil. Durante seu califado, o califa manteve alguma liberdade de ação, mas após sua morte em 877, foi substituído pelo secretário de Almuafaque, Solimão ibne Uabe. Ibne Uabe logo caiu em desgraça e foi substituído como vizir por Ismail ibne Bulbul. O poder real, no entanto, estava novamente com o novo secretário de Almuafaque, Saíde ibne Maclade. Quando este caiu em desgraça em 885, ibne Bulbul tornou-se o único vizir de Almutâmide e Almuafaque.
Em 20 de julho de 875, Almutâmide organizou formalmente o governo do Estado e sua sucessão: seu filho menor de idade, Jafar, que recebeu o nome honorífico de Almufauade Ilalá, foi nomeado herdeiro aparente e atribuído a metade ocidental do califado - Ifríquia, Egito, Síria, Jazira e Moçul, Armênia, Mirajancadaque e Hulvã - enquanto Almuafaque recebeu as províncias orientais e foi nomeado segundo herdeiro, exceto pelo fato de o califa ter morrido enquanto Almufauade ainda era menor de idade. Na prática, Almufauade nunca exerceu qualquer autoridade real, e Almufauade continuou a exercer o controle sobre as províncias ocidentais também através de seu confiável tenente Muça ibne Buga, que foi nomeado vice de Almufauade. O poder de Almuafaque foi fortalecido pelas ameaças militares que o califado enfrentou em todas as frentes, já que comandava a lealdade do exército. Em abril de 876, Almuafaque e Muça ibne Buga derrotaram a tentativa de Iacube ibne Alaite de capturar Baguedade na Batalha de Dair Alacul e salvaram o califado do colapso. A expulsão dos safáridas permitiu que os abássidas concentrassem seus recursos na supressão da Revolta Zanje no sul. Os rebeldes conseguiram capturar grande parte do Iraque inferior e infligiram várias derrotas às tropas abássidas. Em 879, o filho de Almuafaque, Abu Alabás, o futuro califa Almutadide (r. 892–902), recebeu o comando contra os zanjes e, no ano seguinte, o próprio Almuafaque se juntou à campanha. Em uma sucessão de combates nos pântanos do sul do Iraque, as forças abássidas expulsaram os zanjes para sua capital, Muquetara, que caiu em agosto de 883.

### Ibne Tulune e tentativa de fuga de Almutâmide ao Egito

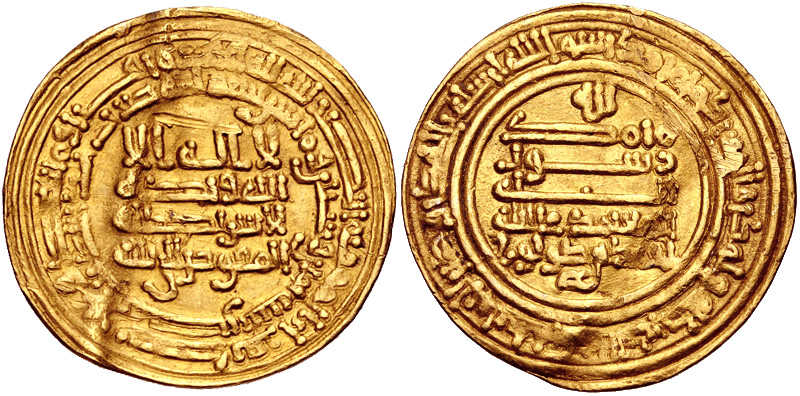
Dinar de ouro, cunhado em Fostate em 881/2, em nome de Almutâmide, Almufauade, e o governante do Egito Amade ibne Tulune

Ao mesmo tempo, Almuafaque também teve que lidar com as ambições de Amade ibne Tulune nas províncias ocidentais. Ibne Tulune e o regente abássida se desentenderam em 875/6, por ocasião de uma grande remessa de receitas do Egito para o governo central. Contando com a rivalidade entre o califa e seu irmão superpoderoso para manter sua própria posição, ibne Tulune encaminhou uma parcela maior dos impostos para Almutâmide em vez de Almuafaque: 2,2 milhões de dinares de ouro foram para o califa e apenas 1,2 milhão de dinares para seu irmão. Almuafaque, que em sua luta contra os zanjes se considerava com direito à maior parte das receitas provinciais, ficou irritado com isso e com as maquinações implícitas entre ibne Tulune e seu irmão. Almuafaque nomeou Muça ibne Buga como governador do Egito e o enviou com tropas à Síria, mas a falta de fundos levou ao fracasso da expedição antes mesmo de chegar ao Egito. Em um gesto público de apoio a Almutâmide e oposição a Almuafaque, ibne Tulune assumiu o título de "Servo do Comandante dos Fiéis" (maula miralmuminim) em 878. Com o apoio de Almutâmide, em 877/8, ibne Tulune conseguiu ser responsável por toda a Síria e a zona fronteiriça da Cilícia (tugur) com o Império Bizantino.

Limite dos domínios tulúnidas em 893

Em 881, ibne Tulune acrescentou seu próprio nome às moedas emitidas pelas casas da moeda sob seu controle, juntamente com as do califa e herdeiro aparente, Almufauade. No outono de 882, o general tulúnida Lulu desertou para os abássidas, e as cidades tulúnidas rejeitaram o domínio tulúnida, forçando ibne Tulune a ir mais uma vez pessoalmente à Síria. Almutâmide aproveitou o momento para escapar de seu confinamento em Samarra com uma pequena comitiva rumo aos domínios tulúnidas. Mensageiros do califa chegaram a ibne Tulune em Damasco, e o governante do Egito parou e esperou a chegada do califa com grande expectativa: não apenas a única fonte de legitimidade política no mundo muçulmano residiria sob seu controle, mas também seria capaz de posar como o "resgatador" do califa de seu irmão exagerado. No evento, no entanto, Saíde ibne Maclade conseguiu alertar o governador de Moçul, Ixaque ibne Cundaje, que ultrapassou e derrotou Almutâmide e sua escolta em Hadita no Eufrates. Almutâmide foi trazido de volta a Samarra (fevereiro de 883), onde foi colocado em prisão domiciliar virtual no Palácio Jausaque. Em maio / junho, foi transferido para o sul, para Uacite, onde Almuafaque poderia vigiá-lo pessoalmente. Somente em março de 884 o califa impotente foi autorizado a retornar a Samarra. Enquanto isso, foi obrigado a denunciar ibne Tulune e nomear - pelo menos nominalmente - Ixaque ibne Cundaje como governador da Síria e do Egito. Em 886/7, o califa conferiu o título de "rei" ao governante de longa data da Armênia, Asócio I (r. 862–890). Embora o rei armênio continuasse a pagar tributo à corte abássida e reconhecer sua suserania, tanto ele quanto os vários príncipes armênios menores eram de fato monarcas independentes.

### Ascensão de Almutadide e morte de Almutâmide

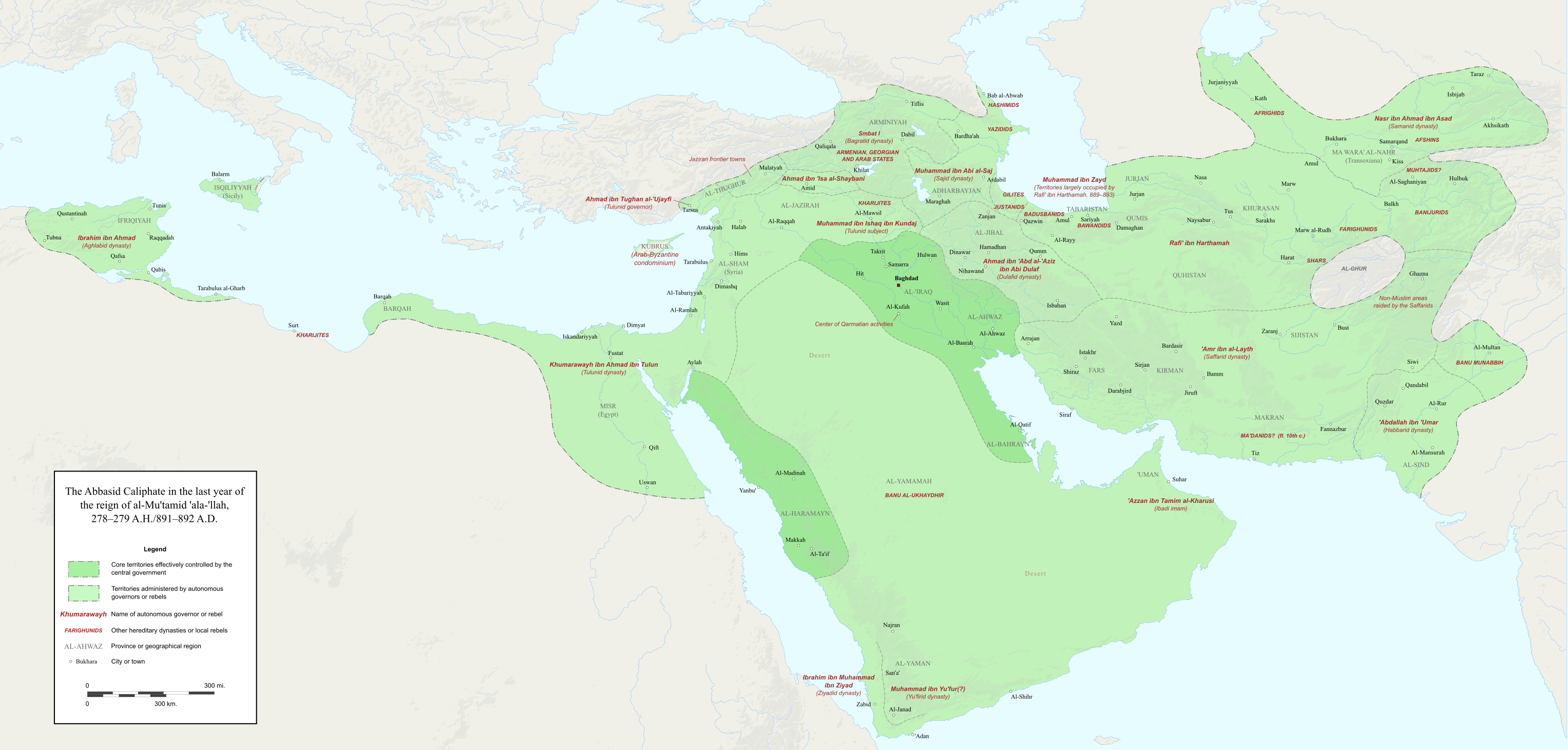
Califado Abássida no último ano do reinado de Almutadide: áreas sob controle direto dos abássidas em verde escuro, áreas sob suserania abássida frouxa, mas sob governadores autônomos ou rebeldes, em verde claro

Em 889, Almuafaque se desentendeu com seu filho Abu Alabás por razões que não são claras, e o prendeu. Almuafaque passou os próximos dois anos em campanha em Jibal, no que hoje é o oeste do Irã. Quando retornou a Baguedade em maio de 891, já estava à beira da morte. O comandante da guarnição de Baguedade e o vizir Ismail ibne Bulbul arquitetaram um plano para manter Abu Alabás preso e permitir que o poder passasse para Almutâmide. Por isso, convidaram o Califa e seu filho para virem à cidade, o que fizeram. No caso, no entanto, a tentativa de marginalizar Abu Alabás falhou, devido à sua popularidade entre os soldados e as pessoas comuns: os soldados o libertaram, e quando Almuafaque morreu em 2 de junho, Abu Alabás imediatamente assumiu a posição de seu pai. Abu Alabás assumiu o título de Almutadide Bilá e assumiu a posição de seu pai na linha de sucessão após o califa e Almufauade. O impotente Almufauade foi posto de lado em 30 de abril de 892, e quando Almutâmide morreu em 14 de outubro, "aparentemente como resultado de um excesso de bebida e comida" (Hugh N. Kennedy), Almutadide assumiu o poder como califa.